# 艾略特·泰森
艾略特·泰森（英語：Elliot Tyson，1952年11月20日—）美国音频工程师。他赢得了1次奥斯卡最佳音响效果奖，并获得了3次提名。自1979年起，沙洛克参与制作了160多部电影。

## 部分影视作品
泰森赢得过1次奥斯卡金像奖，并获得了3次提名。
获奖
- 光荣战役 (1989)[1]

提名
- 烈血大风暴 (1988)[2]
- 肖申克的救赎 (1994)[3]
- 绿里奇迹 (1999)[4]